# Paralimnus nigritus
Paralimnus nigritus är en insektsart som beskrevs av Mitjaev 1969. Paralimnus nigritus ingår i släktet Paralimnus och familjen dvärgstritar. Inga underarter finns listade i Catalogue of Life.